# Чан Кук Чхоль
Чан Кук Чхоль (кор. 장국철, нар. 16 лютого 1994, Пхеньян) — північнокорейський футболіст, який грає на позиції захисника в клубі «Хвепуль» та національній збірній КНДР.

## Клубна кар'єра
Чан Кук Чхоль дебютував у дорослому футболі в 2010 році в складі команди «Кьонконгоп». Наступного року футболіст перейшов до складу команди «Рімьонсу». З 2014 року Чан Кук Чхоль грає у складі команди «Хвепуль», у складі якої в перший рік виступів став чемпіоном КНДР, та повторив це досягнення у 2016 році.

## Виступи за збірні
У 2011 році Чан Кук Чхоль дебютував у складі молодіжної збірної Північної Кореї, у складі якої грав орієнтовно до 2017 року. У складі посиленого складу молодіжної збірної футболіст став срібним призером Азійських ігор 2014 року. З 2012 року футболіст грає у складі національної збірної КНДР. у складі збірної Чан брав участь у фінальних турнірах кубка Азії з футболу 2015 року та кубка Азії з футболу 2019 року. У 2023 році футболіст у посиленому складі молодіжної збірної вдруге брав участь у футбольному турнірі Азійських ігор 2022 року.